# Серравалле-Скривия
Серрава́лле-Скри́вия (итал. Serravalle Scrivia, пьем. Seraval Scrivia) — коммуна в Италии, в регионе Пьемонт, подчиняется административному центру Алессандрия.
Население составляет 6209 человек (2008 г.), плотность населения — 388 чел./км². Занимает площадь 16 км². Почтовый индекс — 15069. Телефонный код — 0143.
Покровителем коммуны почитается святитель Мартин Турский, празднование 11 ноября.

## Демография
Динамика населения:

## Администрация коммуны
- Официальный сайт: http://www.comune.serravalle-scrivia.al.it